# 試用期間
試用期間（しようきかん、probation period, trial period）は、使用者が労働者を本採用する前に試験的に雇用する期間である。雇用契約の締結前にその企業における労働者の能力や適性を使用者がすべて評価することは極めて難しいことから、実際に労働者を採用して働かせた上で、使用者が労働者の適性を評価・判断するための期間として用いられる。
ほとんどすべてのOECD加盟国の雇用保護規制では、試用期間中には不当解雇規制が適用されない。ベルギー、チリ、ギリシャ、イスラエル、日本、ポーランドは例外であるが、その場合は代替として当初は有期雇用として契約するケースもある。試用期間の中央値は3か月で、最長は英国（24か月）とアイルランド（12か月）であった。

## 国際労働条約
解雇を規制する国際労働機関（ILO）第158号条約においては、試用期間中の者について適用除外を認めている。

第2条2　加盟国は、次の種類の雇用されている者をこの条約の全部又は一部の適用から除外することができる。
(b)　試用期間中の労働者又は雇用に係る資格の取得期間中の労働者。ただし、これらの期間は、あらかじめ決定された合理的なものでなければならない。
—使用者の発意による雇用の終了に関する条約（第158号）

## 欧州
- アイルランド：雇用契約に明記することで、最長1年までおいて設定可能[2][3]。しかし組合活動、妊娠、介護育児理由では解約できない[2]。
- イギリス：法規制はないが、一般的には3〜6か月[3]。
- イタリア：職階ごとに、1〜6か月の範囲で規制されている[3]。
- オーストリア：最長1か月[3]。
- オランダ：2年以下の有期雇用契約では1か月、その他の場合は最長2か月となる[3]。
- スイス：最長3か月[3]。
- スウェーデン：最長6か月[3]。
- スペイン：上級職は最長6か月、一般職は最長3か月、その他雑務役は最長2週間に法規制される[3]。
- チェコ：最長3か月[3]。
- デンマーク：最長で3か月[3]。雇用者からの解約は即時可能だが、雇用主からの解約は2週間前の予告が必要[3]。
- ドイツ : 雇用契約に記載することで試用期間（3〜6か月程度）を設定できる[3]。雇用主、雇用者ともに2週間前に予告することで契約解除可能[3]。
- ハンガリー：1〜3か月[3]。
- フィンランド：最長4か月、しかし職場で職業教育を受ける場合は6か月に延長可能[3]。
- フランス：職階別に最長期間が設定されている（2〜4か月）[3]。産業別協定がある場合は1回のみ延長可能[3]。
- ベルギー：ホワイトカラーは最長6か月、ブルーカラーは最長2週間[3]。
- ポーランド：最長3か月[3]。
- ルーマニア：職階ごとに最長1〜6か月[3]。

## オセアニア
- ニュージーランド：期間は自由に設定できるが、雇用契約に明記する必要がある[4]。

## 日本
日本の労働法上は、通常の雇用契約に基づく従業員と異なる制度が設けられているわけではない。したがって、労働基準法、最低賃金法等の労働諸法令や、労働保険や社会保険の手続きは試用期間の初日から一般の労働者と同様に適用される。
ただし以下の規定については試用期間中の特例がある。
- 試用期間中は、労働基準法第20条に定める解雇予告の規定は適用されない。ただし、14日を超えて引き続き使用されるに至った場合を除く（労働基準法第20条）。つまり、試用期間中であっても、試用開始から14日を過ぎて解雇を行う場合は、通常の解雇と同様の手続きを踏まなければならない。
- 平均賃金の算定期間中に試用期間がある場合は、その日数及びその期間中の賃金は、算定の期間及び賃金の総額から控除する（労働基準法第12条3項）。なお試用期間中に平均賃金を算定しなければならない場合には、試用期間中の日数と賃金を用いて算定する（労働基準法施行規則第3条）。
- 使用者が都道府県労働局長の許可を受けたときは、試用期間中の者における最低賃金は、所定の最低賃金額から当該最低賃金額に労働能力その他の事情を考慮して厚生労働省令で定める率を乗じて得た額を減額した額をもって適用する（最低賃金法第7条）。平成20年7月の改正法施行により、それまでの「適用除外」から「減額特例」へと変更された。具体的には、以下のような要件を満たし試用期間中に減額対象労働者の賃金を最低賃金額未満とすることに合理性がある場合に、採用から6か月間、最低賃金額の20%まで減額を認めることとされている。単なる経営不振を理由としての許可は認められない。実務上は試用期間の減額特例許可を得られるのは極めてまれなケースに限られる[5]。
  - 減額特例対象となる試用期間が、当該期間中または当該期間の後に本採用とするか否かの判断を行うためのものとして、労働協約、就業規則又は労働契約で定められているものであること
  - 申請のあった業種または職種の本採用労働者の賃金水準が最低賃金額と同程度であること
  - 申請のあった業種または職種の本採用労働者に比較して、試用期間中の労働者の賃金を著しく低額に定める慣行が存在すること

試用期間の長さや内容等は、労働条件の絶対的明示事項（労働基準法施行規則第5条1項1号でいう「労働契約の期間に関する事項」に該当する）であるため、使用者は、労働契約の締結に際し、労働者に対して試用期間に関する事項を書面で明示しなければならない（労働基準法第15条1項）。また就業規則の記載事項（通常、試用期間は全従業員に対して一律に定めることとなるので、労働基準法第89条でいう「その他その事業場の全労働者に適用される定めに関する事項」に該当する）でもあるので、使用者は就業規則に試用期間に関する事項を記載しなければならない。平成30年1月以降は、労働者の募集や、公共職業安定所での求人申し込みの際においても、試用期間の有無と、試用期間がある場合にはその期間の長さ、期間中の労働条件を明示しなければならないようになった（職業安定法第5条の3、職業安定法施行規則第4条の2）。
労働契約締結の最終的な意思の確定を目的としているのではなく（そもそも試用期間であっても労働契約自体はすでに有効に成立し履行を開始している）、労働者の配属先を決定する前の新入社員研修を行う期間として設けられることが一般的である。その期間の長さは法令上の定めがないので各企業で任意に定めてよく、正当な理由があれば当初の試用期間を延長しても差し支えないが、あまりにも長期にわたる試用期間は公序良俗に反し無効とされることから、一般的には3か月〜6か月、長くても1年程度とされることが多い。短期の試用期間を設ける企業は社会人としての適性を、長期の試用期間を設ける企業は職務遂行能力を見極める傾向が強い。

### 試用期間中の解雇
一般的に企業の就業規則には、試用期間中、又は試用期間満了の際に、従業員としての能力・適性が認められないと使用者が判断した場合、使用者はその労働者の本採用を拒否できる（=解雇できる）旨の定めを置くことが多い。
最高裁判所は三菱樹脂事件（最判昭和48年12月12日）において、試用期間とは「解約権が留保された労働契約の締結されている期間」であると示し、「留保解約権に基づく解雇は、これを通常の解雇と全く同一に論ずることはできず、前者については、後者の場合よりも広い範囲における解雇の自由が認められてしかるべきものといわなければならない」として、試用期間中の解雇については、一般の解雇の場合よりも使用者に広い裁量が認められると解される。もっとも、昭和50年代以降、判例の積み重ねにより解雇権濫用法理が確立され、労働契約法の施行により同法理が法定化（「解雇は、客観的に合理的な理由を欠き、社会通念上相当であると認められない場合は、その権利を濫用したものとして、無効とする。」（労働契約法第16条））されると、実務上、正社員として採用した労働者を試用期間中に解雇することは極めて困難となった。
解雇権濫用法理が確立すると、今度は試用期間目的で有期労働契約を締結し、能力・適性が認められれば無期雇用契約に切り替え、認められなければ期間満了で雇い止めを行う事例が多くなった。
- 神戸弘陵学園事件（最判平成2年6月5日）では、「使用者が労働者を新規に採用するに当たり、その雇用契約に期間を設けた場合において、その設けた趣旨・目的が労働者の適性を評価・判断するためのものであるときは、右期間の満了により右雇用契約が当然に終了する旨の明確な合意が当事者間に成立しているなどの特段の事情が認められる場合を除き、右期間は契約の存続期間ではなく、試用期間であると解するのが相当である。」と判示し、使用者が行った雇い止めを解雇と同一視して雇い止めを認めなかった（有期労働契約を締結した目的が試用であれば、原則としてその後は無期労働契約へ転換することになる。労働者としては特段の事情がない限り継続して働くことができるという合理的な期待を持つのが自然だからである）。
- 福原学園事件（最判平成28年12月1日）では、契約職員の更新限度を原則最長3年と規程で定めていたところ、1年契約を2回更新して通算3年勤務したのち雇い止めとなった職員について、こうした規程等を職員が「十分に認識した上で、本件労働契約を締結した」と判示し、当該有期労働契約が試用期間であると認めず、雇い止めを有効とした（神戸弘陵学園事件と異なり、本件では純粋な有期労働契約であるということに労使間に明確な合意があり、継続雇用の合理的な期待も認められないとされた。なお原審では神戸弘陵学園事件と同様にこの3年間を試用期間として認めていたが、最高裁は原判決を破棄し自判した。）。

### 統計
独立行政法人労働政策研究・研修機構「従業員の採用と退職に関する実態調査」（平成26年3月20日）によれば、
- 採用した従業員について、試用期間を設けるかどうかについては、86.9%の企業が「ある」と回答している。正規従業員規模別にみると、規模が大きくなるほど、試用期間が「ある」とする割合は高い。
- 正規従業員の試用期間の長さについては、新規学卒者の場合、「新規学卒採用がない」、無回答を除き集計すると、「3か月程度」が66.1%ともっとも割合が高く、次いで「6か月程度」が18.3%、「2か月程度」が8.4%などとなっている。一方、中途採用者の場合も、「中途採用がない」、無回答を除き集計すると、「3か月程度」が 65.7%ともっとも高く、次いで、「6か月程度」が16.5%、「2か月程度」が8.3%などとなっている。「6か月以上・計」（「6か月程度」「7か月程度～1年程度」「1年超」の合計）の割合は、新卒採用の場合が19.8%、中途採用の場合が18.9%となっている。新卒採用と中途採用で試用期間の長さの違いはほとんどない。
- 試用期間を延長することがあるかについては、「延長することがあり、ここ5年間においてそうした事例がある」が13.1%、「延長することがあるが、ここ5年間にはそうした事例はない」が30.9%、「延長はしない」が54.9%となっている。正規従業員規模別にみると、「試用期間を延長することがある企業」の割合は、規模が大きくなるほど高くなっている。

独立行政法人労働政策研究・研修機構「従業員の採用と退職に関する実態調査」（平成26年3月20日）によれば、
- 試用期間がある企業を対象に、正規従業員の本採用をせず雇用を打ち切る基準の有無を尋ねたところ、「設けている」が39.3%、「特に基準は設けていない」が55.9%である。正規従業員規模別にみると、規模が大きくなるほど、「設けている」の割合はおおむね高い。
- 試用期間の終了時に本採用にせず、雇用を打ち切ることがあるかについては、「本採用しないことがあり、ここ5年間に事例がある」が12.2%、「本採用しないことがあるが、ここ5年間に事例はない」が50.9%、「企業の側から本採用にしないことはない」が33.1%などとなっている。「本採用しないことがある企業」の割合を正規従業員規模別にみると、1000人未満の企業では、いずれの規模も6割程度だが、「1000人以上」では8割と高い。とくに「本採用しないことがあり、ここ5年間に事例がある」の割合は「1000人以上」で 21.4％と高くなっている。「本採用しないことがあり、ここ5年間に事例がある」「本採用しないことがあるが、ここ5年間に事例はない」と回答した企業について、本採用にしない場合の判断理由を尋ねたところ、「欠勤などの勤務状況」が86.4%ともっとも多く、次いで、「素行」が73.7%、「仕事上の知識・能力」が72.8%、「健康状態」が68.3%などとなっている。
  - ここ5年間で正規従業員を本採用をしなかった企業を対象に、本採用を取り消したことで、本人とトラブルになったかどうかについては、「なかった」という企業割合が90.2%と大多数で、トラブルが「あった」とするのは 6.3%とわずかである。
- 正規従業員を採用する際に、試用目的で、まず有期契約で雇い入れることについては、「行っている」が25.1%、「現在行っていないが今後検討したい」が 14.7%、「行わない」が 54.2%となっている。試用目的の有期契約を「行っている」とする企業を対象に、試用目的で雇い入れた有期契約者の契約期間がどのくらいであるかは、「3か月以上6か月未満」が30.8%、「1年」が20.3%、「1か月超3か月未満」が18.1%、「6か月以上1年未満」が13.3%などとなっている。
- 試用目的の有期契約を「行っている」企業を対象に、正規従業員に本採用をせず雇用を打ち切ることがあるか尋ねたところ、「本採用しないことがあり、ここ5年間に事例がある」が 20.4%、「本採用しないことがあるが、ここ5年間に事例はない」が48.7%、「企業の側から本採用にしないことはない」が16.6%などとなっている。本採用しないことがある企業割合（「本採用しないことがあり、ここ5年間に事例がある」「本採用しないことがあるが、ここ5年間に事例はない」の合計）は、69.1%となっている。これを本採用するまでの期間別にみると、本採用するまでの期間が長くなるほど、本採用しないことがある企業割合がおおむね高くなっている。「本採用しないことがあり、ここ5年間に事例がある」の割合は、いずれの期間でも2割程度ある。「本採用しないことがあり、ここ5年間に事例がある」「本採用しないことがあるが、ここ5年間に事例はない」と回答した企業について、本採用にしない場合の判断理由を尋ねたところ、「欠勤などの勤務状況」が85.8%ともっとも多く、次いで、「仕事上の知識・能力」が84.2%、「素行」が70.7%、「健康状態」が67.0%などとなっている。
  - ここ5年間で有期契約者を本採用をしなかった企業を対象に、本採用を取り消したことで、本人とトラブルになったかどうかについては、「なかった」という企業割合が 94.4%と大多数となっている。

### 日本の公務員の場合
臨時的任用職員や非常勤職員を除く公務員の場合は、民間企業における試用期間と似たものに条件附採用期間（じょうけんつきさいようきかん）と呼ばれるものがある。これは、採用されてから6か月以上の期間を良好な成績で勤務した後に、正式に公務員として採用となるものである（国家公務員法第59条、地方公務員法第22条、自衛隊法第41条など）。なお、公立の小学校、中学校、高等学校、中等教育学校、特別支援学校及び幼稚園の教諭、助教諭及び講師に係る条件付採用については1年とされている（教育公務員特例法第12条）。
この期間については、本人の意思に反して免職等されないなどの公務員の身分保障が適用されず、勤務成績が悪いなどと言った事由で本人の意思に関わらず免職等される場合がある（国家公務員法第81条、地方公務員法第29条の2、自衛隊法第50条など）。
この期間は言わば仮採用の状態のため、勤務中だけでなく普段の私生活においても誤解を招くような言動は厳に慎み、十分注意するべきである。